# Altes Rathaus (Düsseldorf)

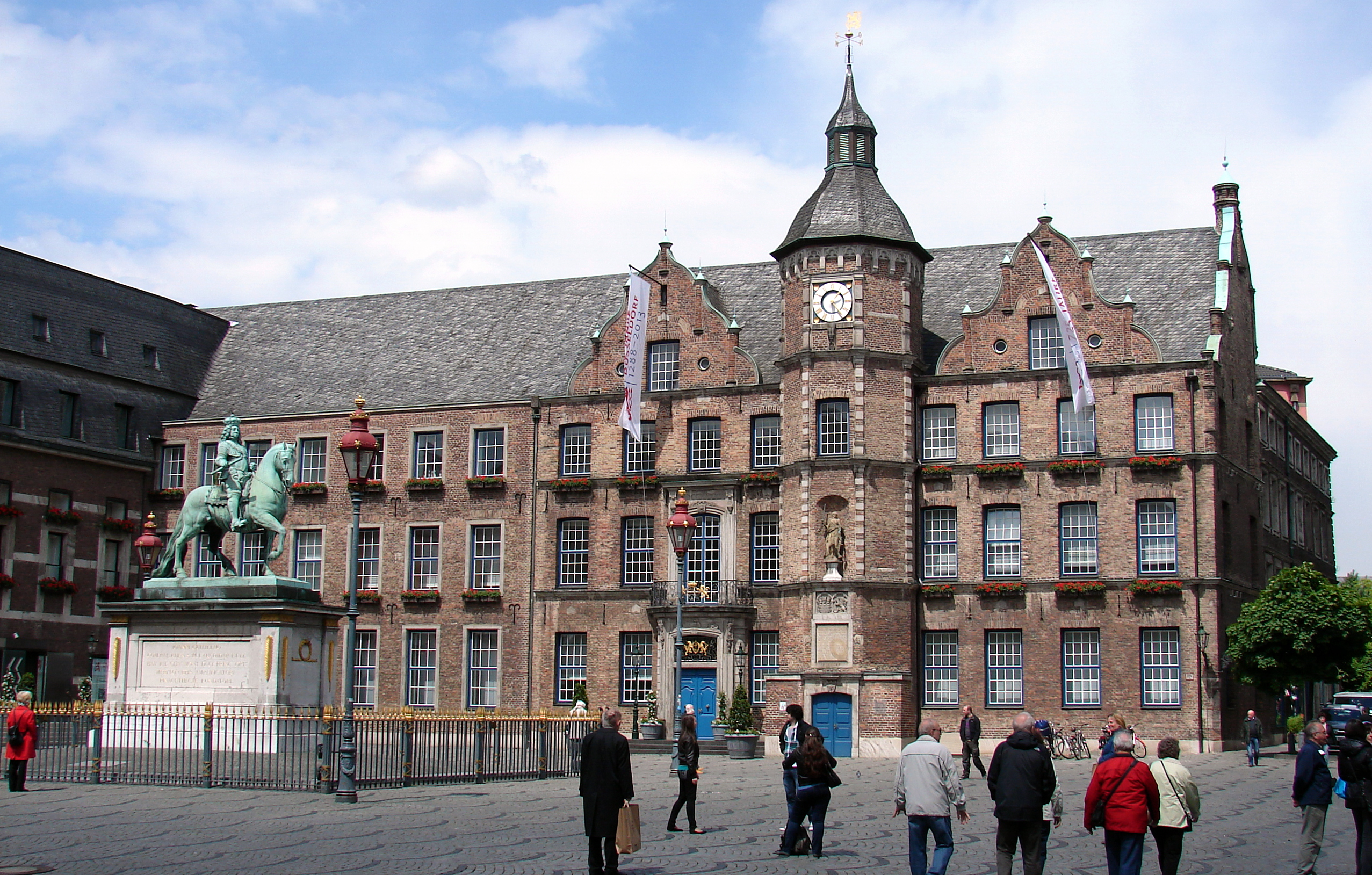
Das Rathaus, 2013

Das Alte Rathaus in Düsseldorf ist der an der nördlichen Seite des Marktplatzes gelegene Flügel und älteste Teil des Rathauskomplexes in der Düsseldorfer Altstadt. Es wurde im Stil der Renaissance zwischen 1570 und 1573 als Amtshaus und Versammlungsstätte für Bürgermeister, Schöffen und Rat der Stadt errichtet. Bis 1806 diente das Rathaus auch als Versammlungsstätte der Landstände der Herzogtümer Jülich-Berg. Zuvor war seit 1544 als Rathaus ein Haus genutzt worden, das an gleicher Stelle am Marktplatz gestanden hatte und allmählich baufällig geworden war. Davor hatte seit 1470 das Haus „Zum Schwarzen Horn“ in der Ratinger Straße 6 als Rathaus gedient. In dem Bau des Rathauses von 1573 drückt sich die Aufwärtsentwicklung der Stadt unter den märkischen Herzögen von Jülich-Kleve-Berg aus. Unter Wilhelm dem Reichen erfuhr sie einen beachtlichen Ausbau als bevorzugte Residenzstadt. Gleichwohl hatte die Stadt große Mühe, die Gelder für die Baukosten aufzubringen, und musste mehrmals den Landesherrn um Hilfe angehen.
Als 1831 die „Düsseldorfer Handelskammer“ entsprechend einem königlichen Dekret Friedrich Wilhelms III. gegründet wurde, sollte diese im Rathaus untergebracht werden. Obwohl das Dekret vom preußischen König autorisiert war, weigerte sich der damalige Oberbürgermeister Philipp Schöller zunächst auf Dauer Räumlichkeiten zur Verfügung zu stellen. Trotzdem unterhielt die Handelskammer von 1831 bis 1870 im Rathaus ihr erstes Domizil.

## Beschreibung
Die Formengebung des Rathauses ist stilistisch mit der Architektur des aus der gleichen Zeit stammenden Erweiterungsbaus des Schlosses verwandt. Ausgeführt wurden die Pläne eines unbekannten Baumeisters von dem Maurermeister Heinrich Tußmann aus Duisburg.
Das Gebäude zeigt zwei geschweifte Zwerchgiebel und einen achtseitigen, fünfgeschossigen Treppenturm. Den Treppenturm bedeckt eine geschweifte Haube mit Laterne, deren Spitze eine Wetterfahne mit dem Düsseldorfer Löwen bildet. Ursprünglich war das Gebäude unverputzt, zeigte eine einfache Ziegelarchitektur mit sparsamer Hausteinverwendung und ähnelte daher den Stadthäusern Hollands und Belgiens. Mit großer Wahrscheinlichkeit dienten das Kalkarer Rathaus und auch das Haus Mehrum als Vorbild. Der Eingang befand sich im Treppenturm. Das Erdgeschoss hatte zwei große Hallen, worin die Wollenweber und andere Zünfte ihre Waren verkauften. Später wurde unter der Bauleitung von Johann Heinrich Nosthofen der älteste Teil des Rathauses von Johann Joseph Couven umgestaltet. An dieses Datum erinnert die über dem Eingangsportal eingemeißelte Jahreszahl 1749. Couven betonte die Ecken des Treppenturms mit vorgestellten Pilastern und trennte die einzelnen Geschosse des Gebäudes durch schmale Gesimse. Er ließ neben dem Treppenturm ein neues Portal mit einfacher Rokokogliederung mit darüber befindlichem Balkon errichten. In der Nachkriegszeit wurden die Fassaden des Alten Rathauses restauriert. Hinter der alten Fassade entstand 1958 bis 1961 ein neuer Zweckbau nach Plänen von Friedrich Tamms und H. Heyne. Hier befindet sich der „Jan-Wellem-Saal“, der für repräsentative Zwecke genutzt wird.

Fassade des Alten Rathauses
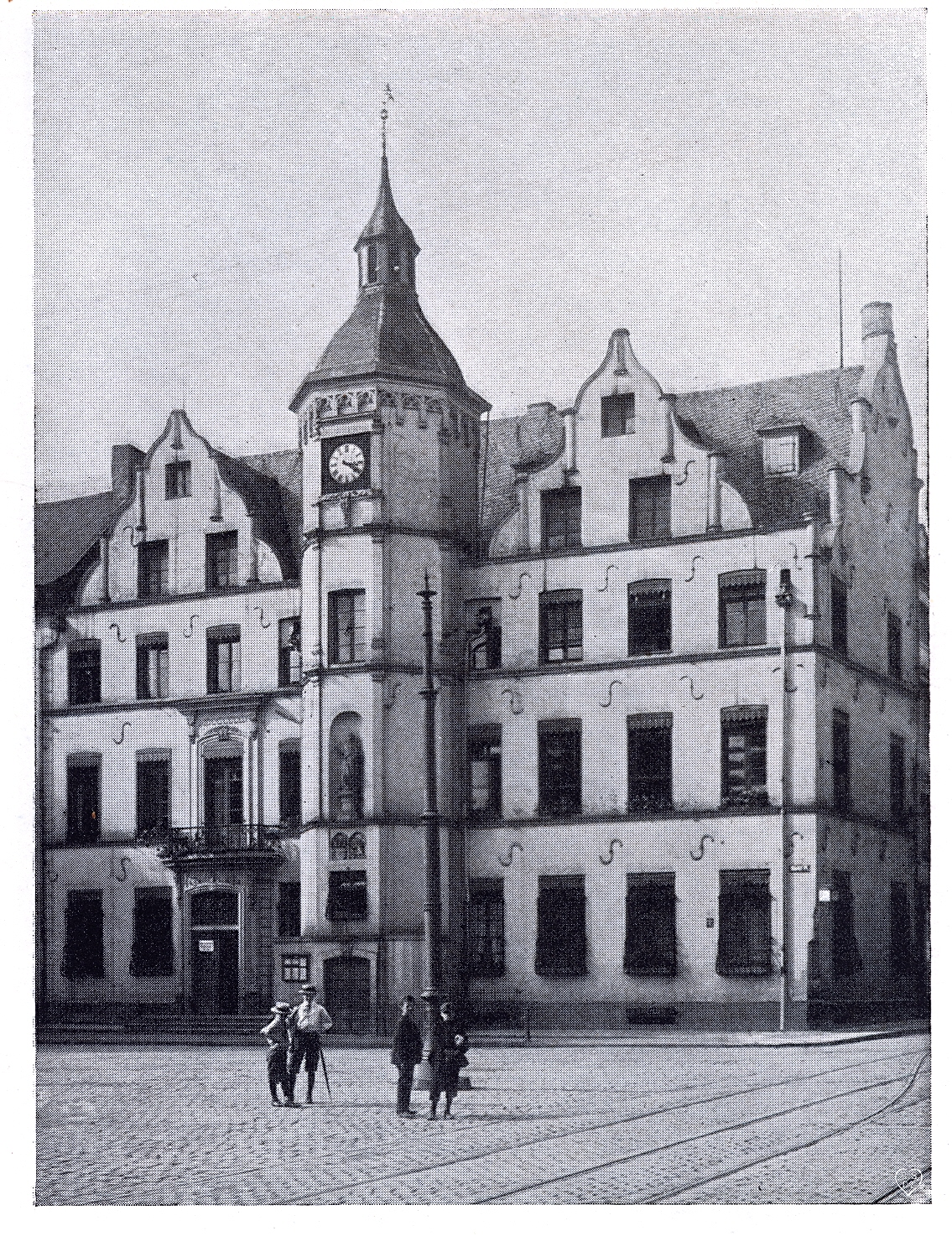
Das Rathaus vor 1909
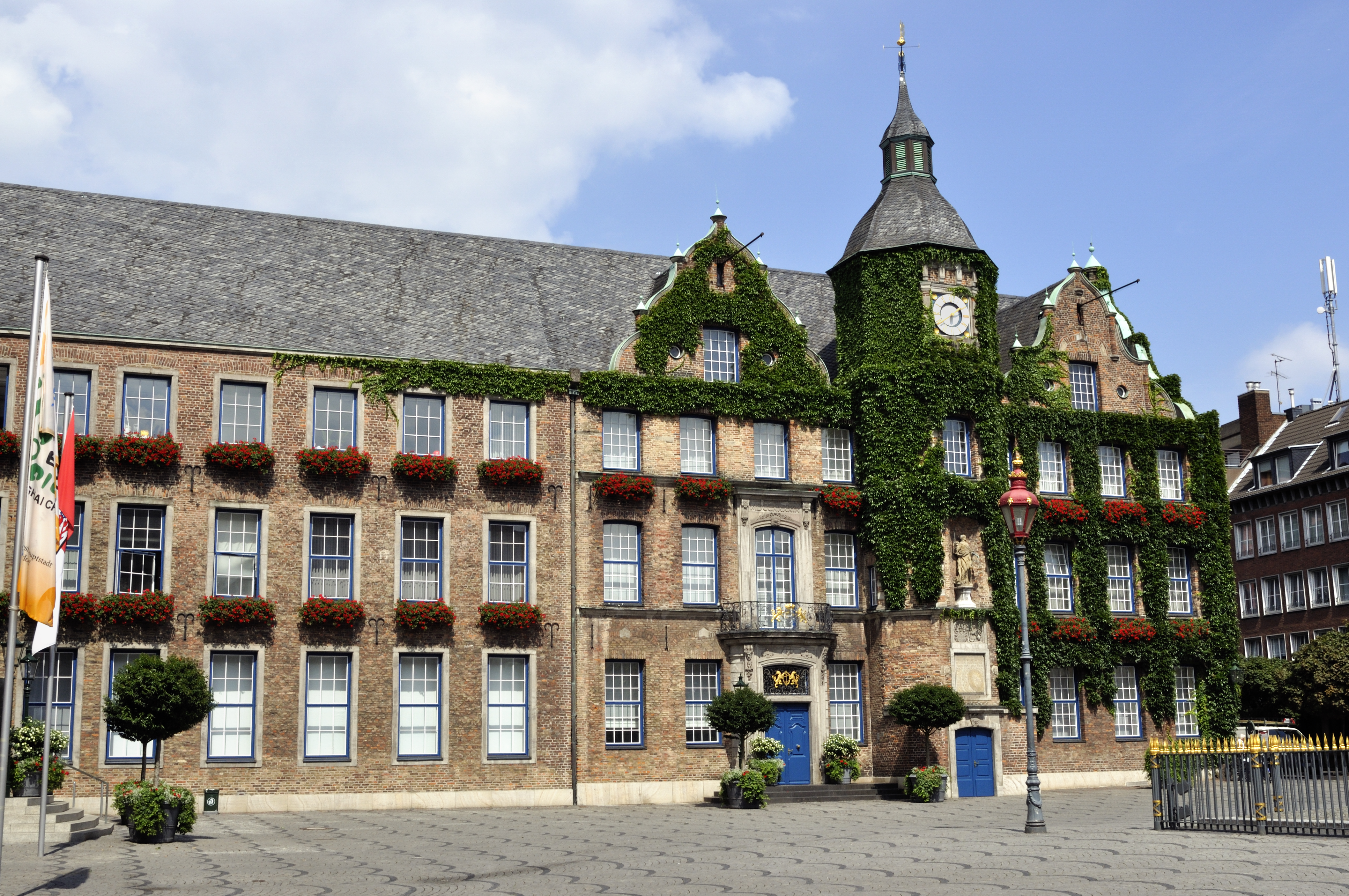
Das Rathaus, 2010
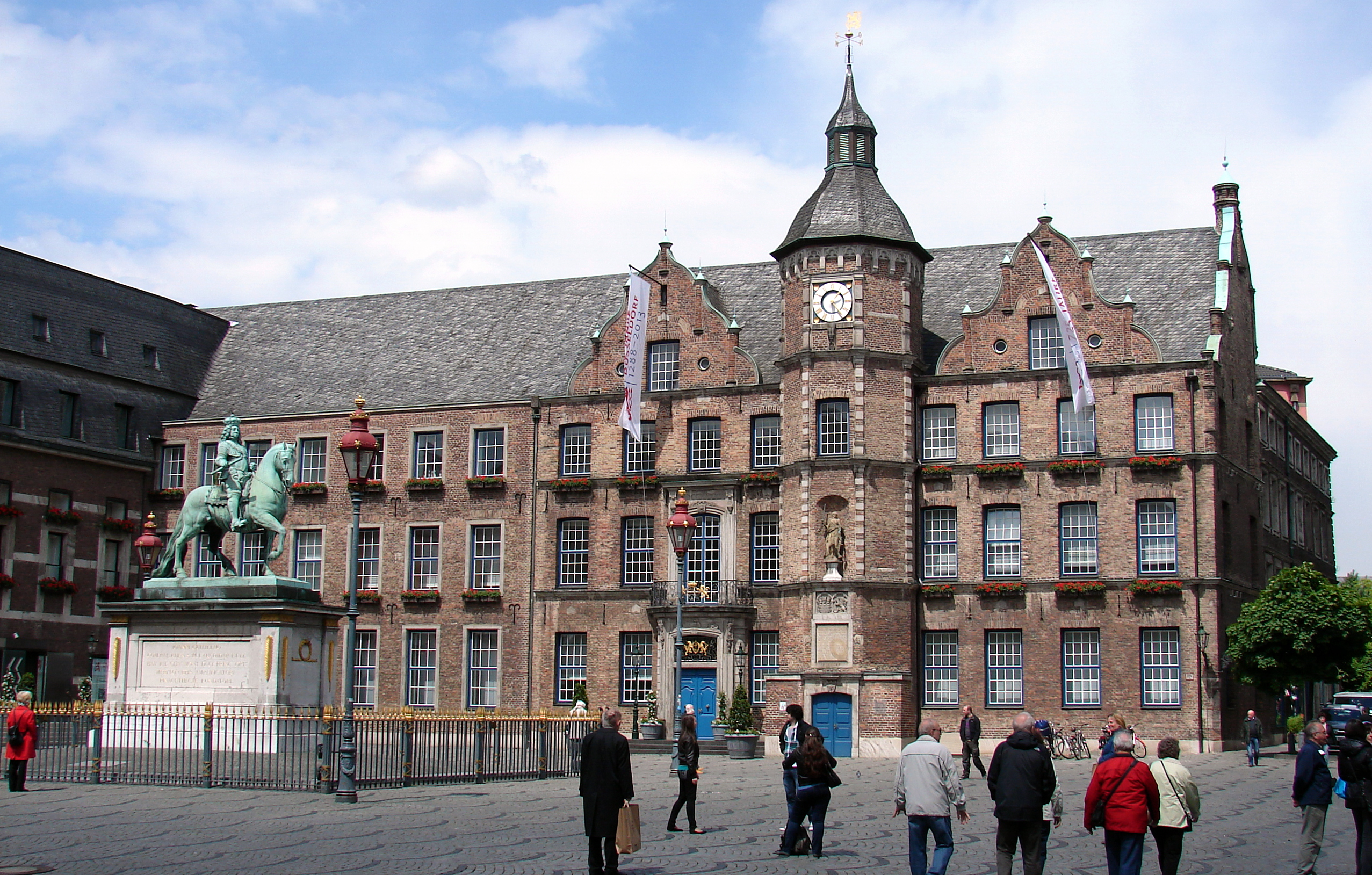
Das Rathaus, 2013
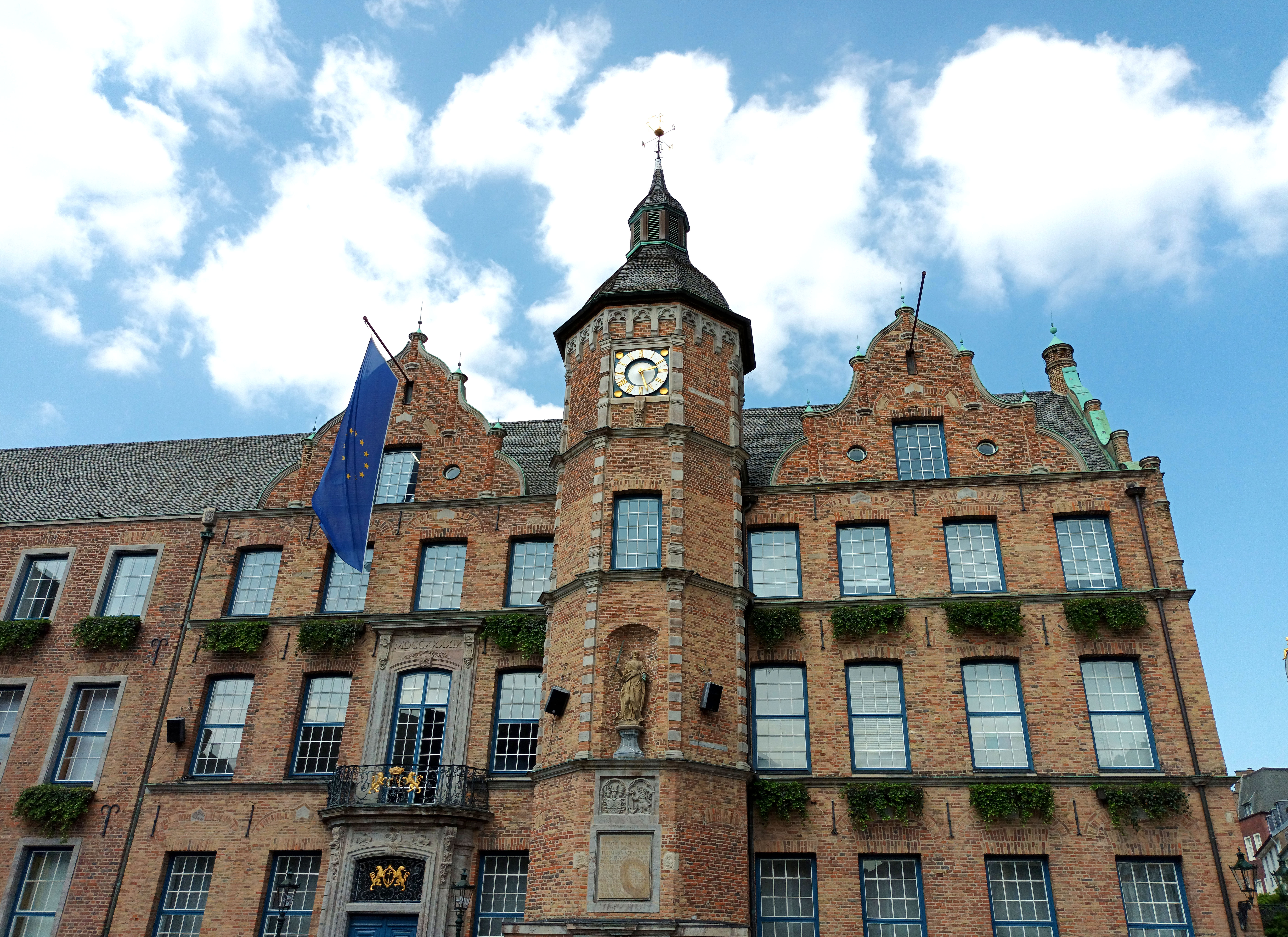
Das Rathaus, 2022
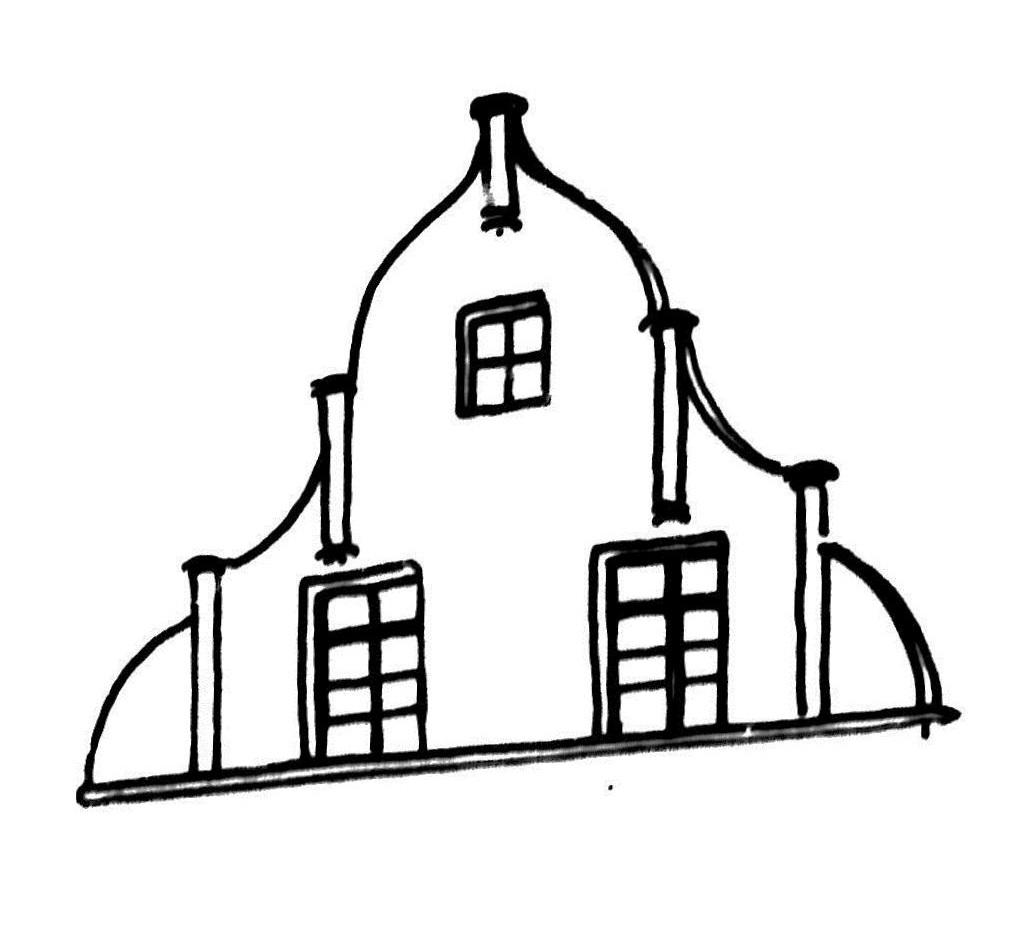
Giebelzeichnung (Paul Sültenfuß)
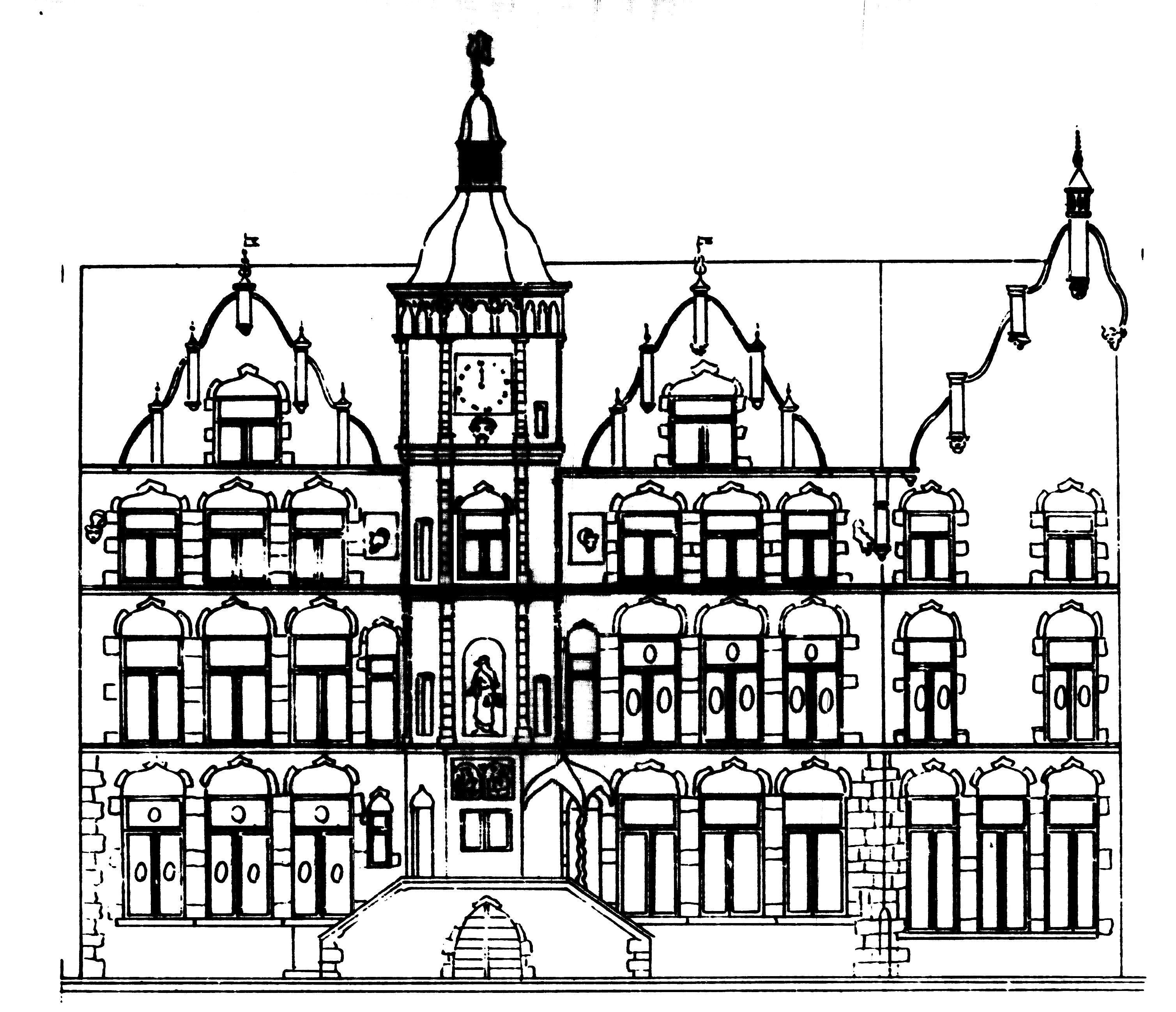
Altes Rathaus, mit seinen Giebeln (Zeichnung von Paul Sültenfuß)

Türen und Portale des Alten Rathauses
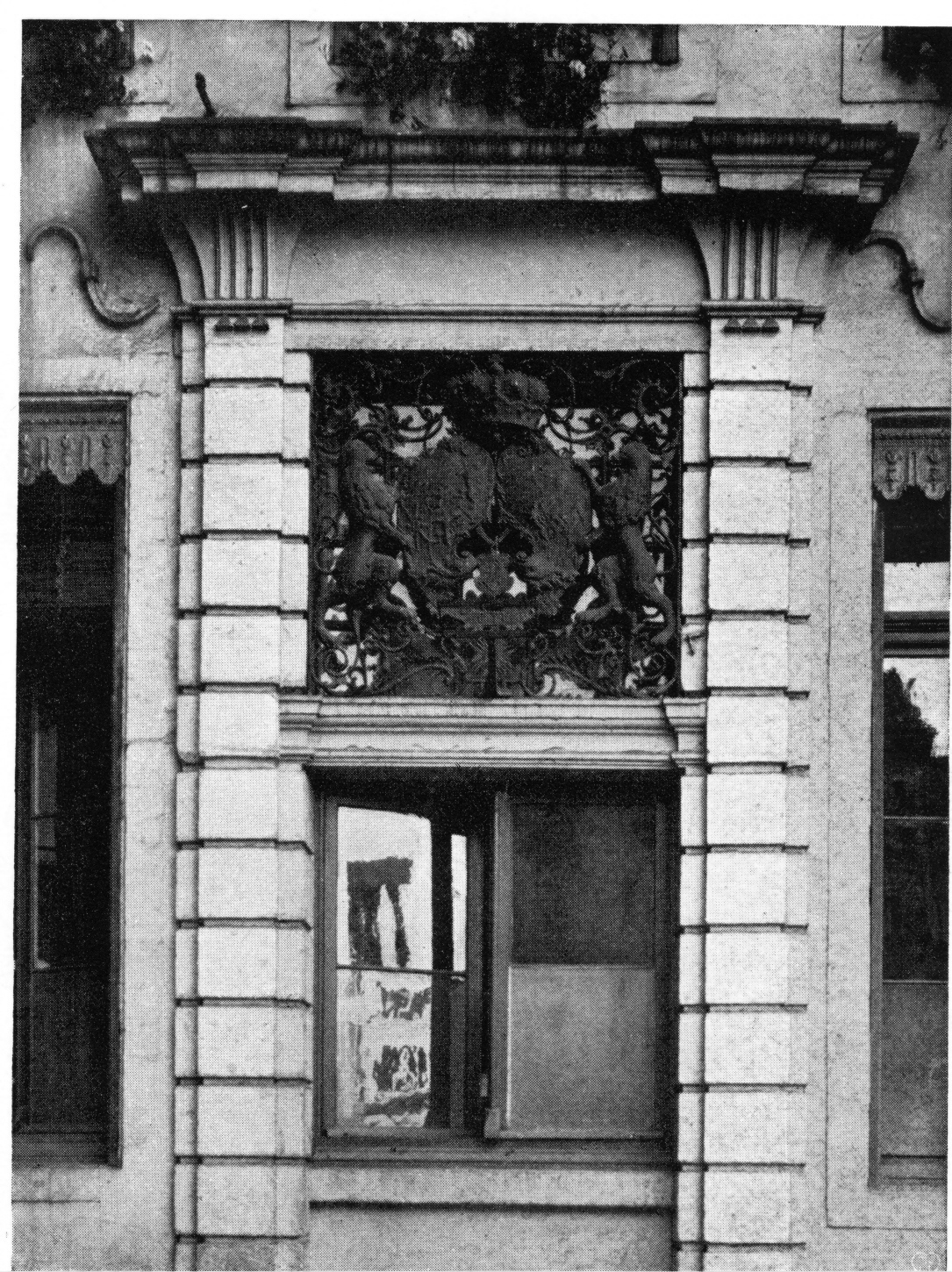
Tür
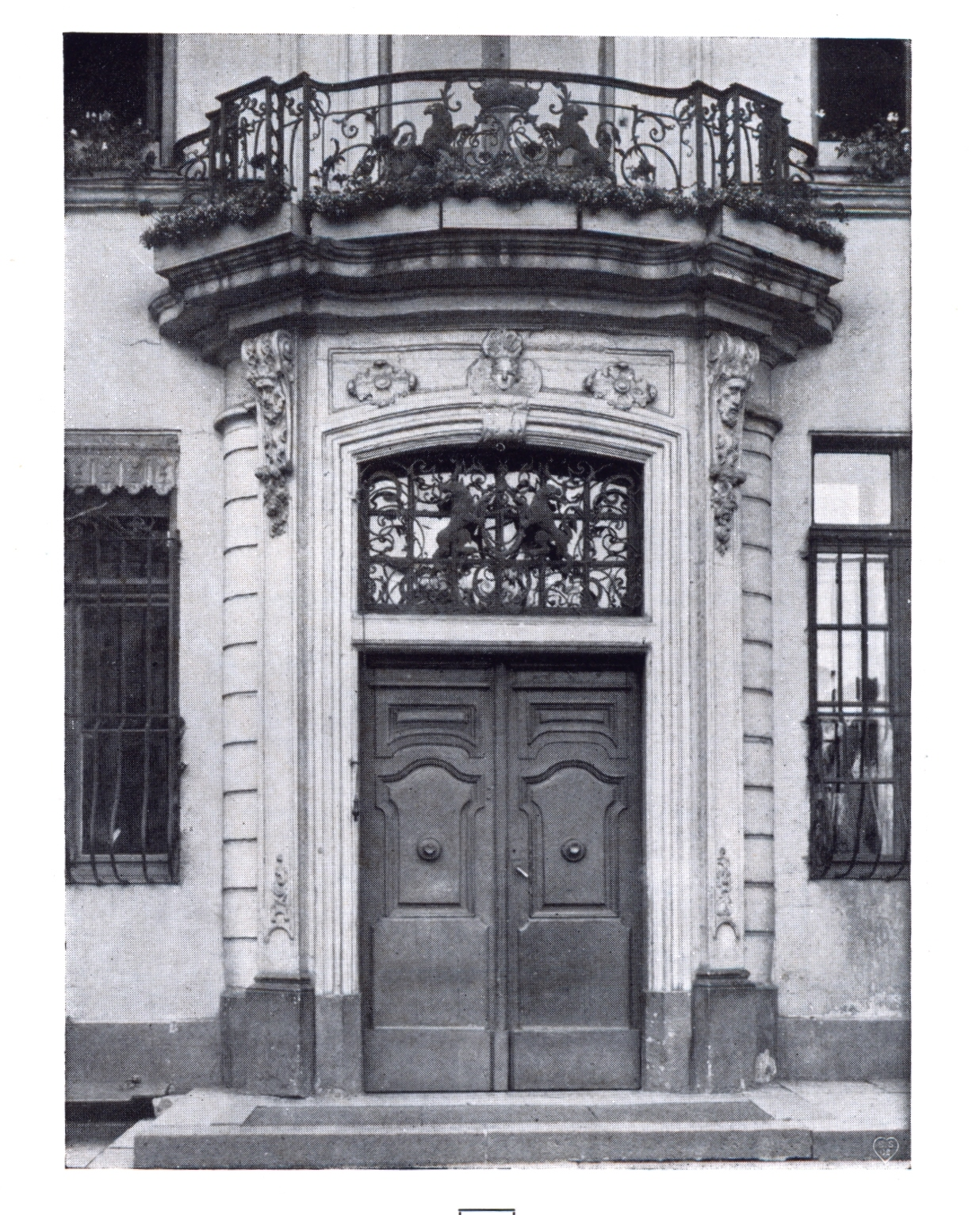
Portal

Wappenrelief und Inschriftenfeld im Treppenturm
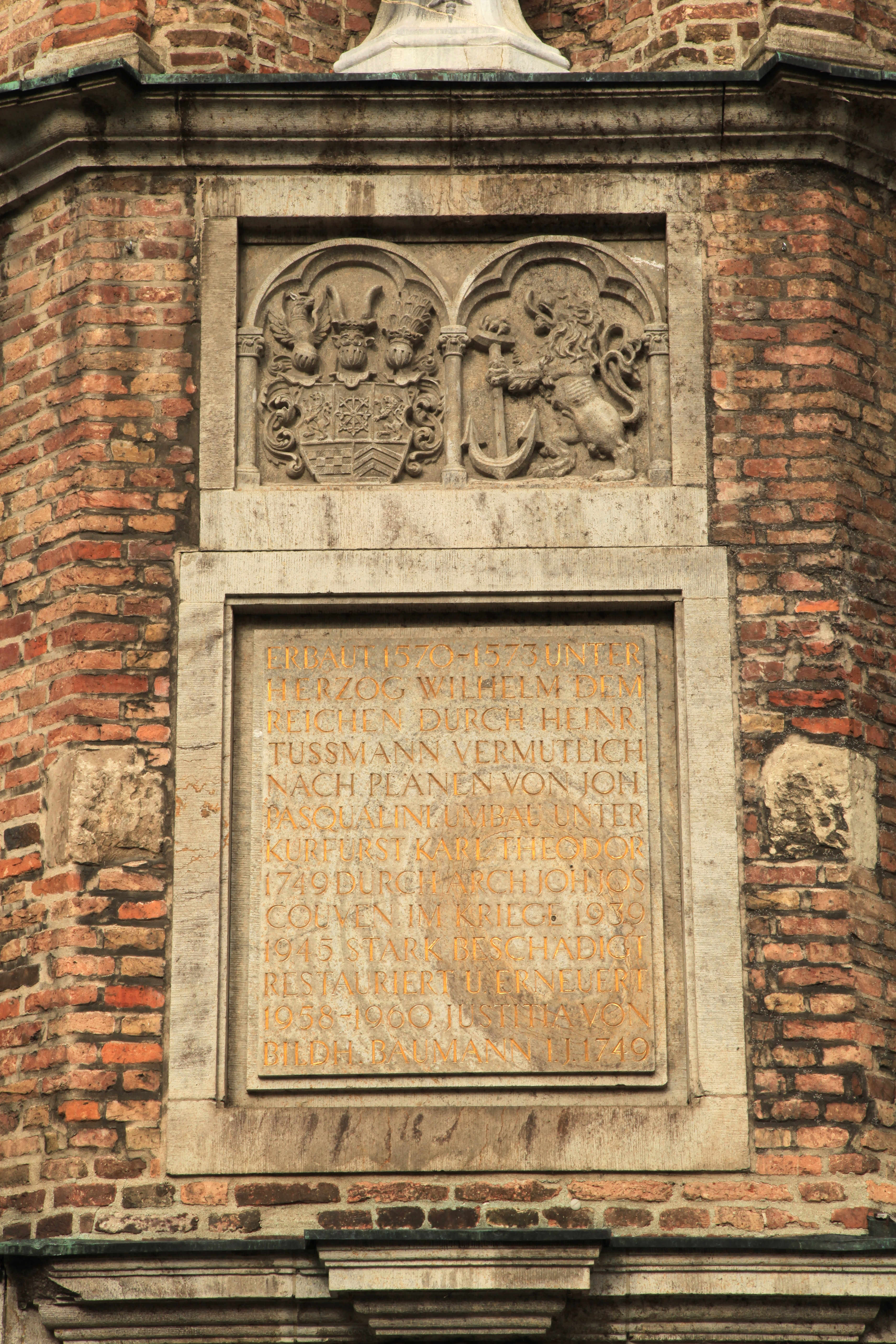
Symbole der Gerichtsbarkeit der Stadt Düsseldorf (rechts, mit dem Bergischen Löwen, einen Anker haltend) und Wappen der Vereinigten Herzogtümer Jülich-Kleve-Berg (links, ohne die Wappenfelder für das Herzogtum Geldern und die Grafschaft Zutphen, auf die Herzog Wilhelm 1543 im Vertrag von Venlo hatte verzichten müssen)

Treppenhäuser des Alten Rathauses
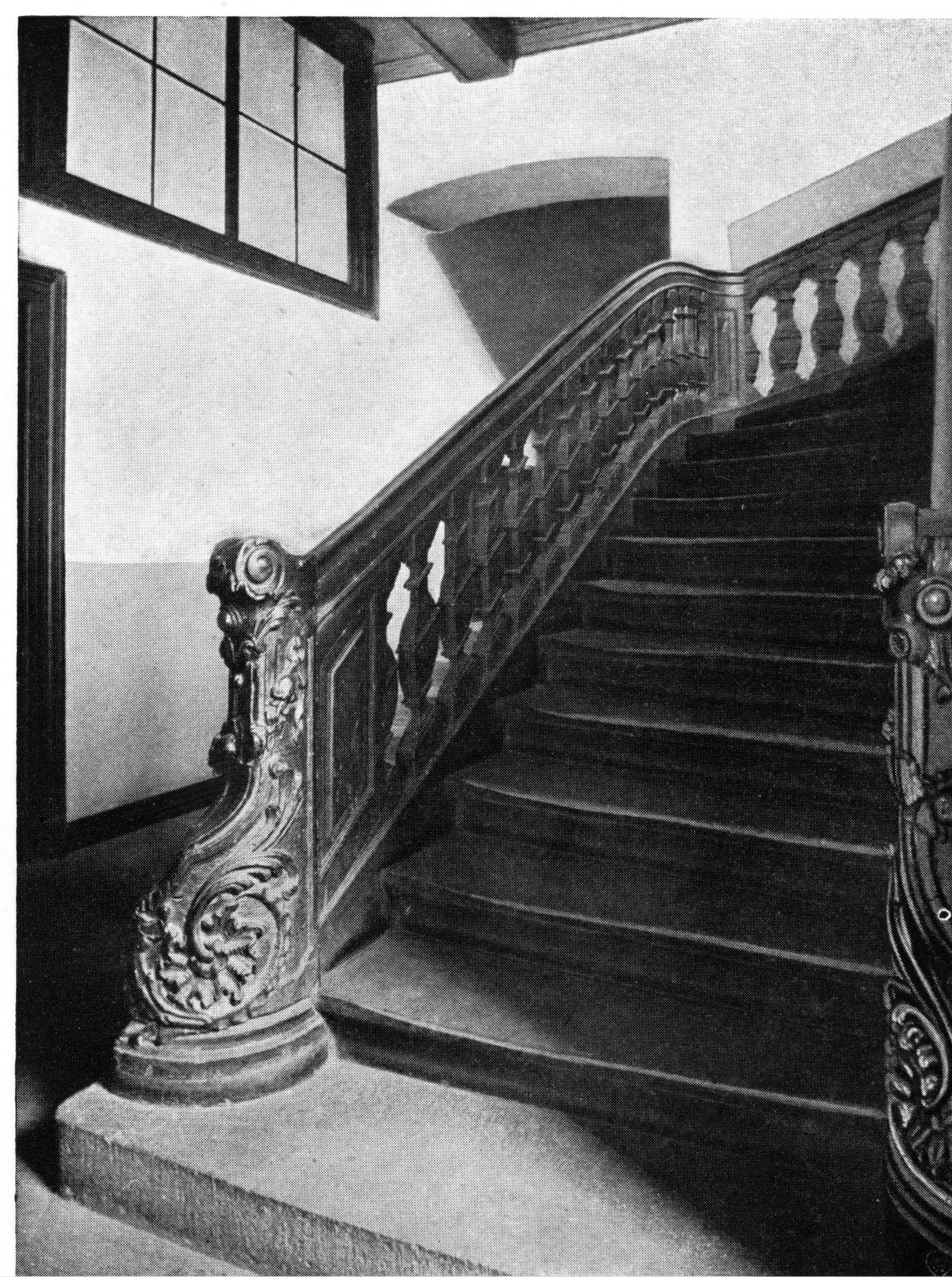
Treppe im Seitenflügel, Photographie Josef Kleesattel
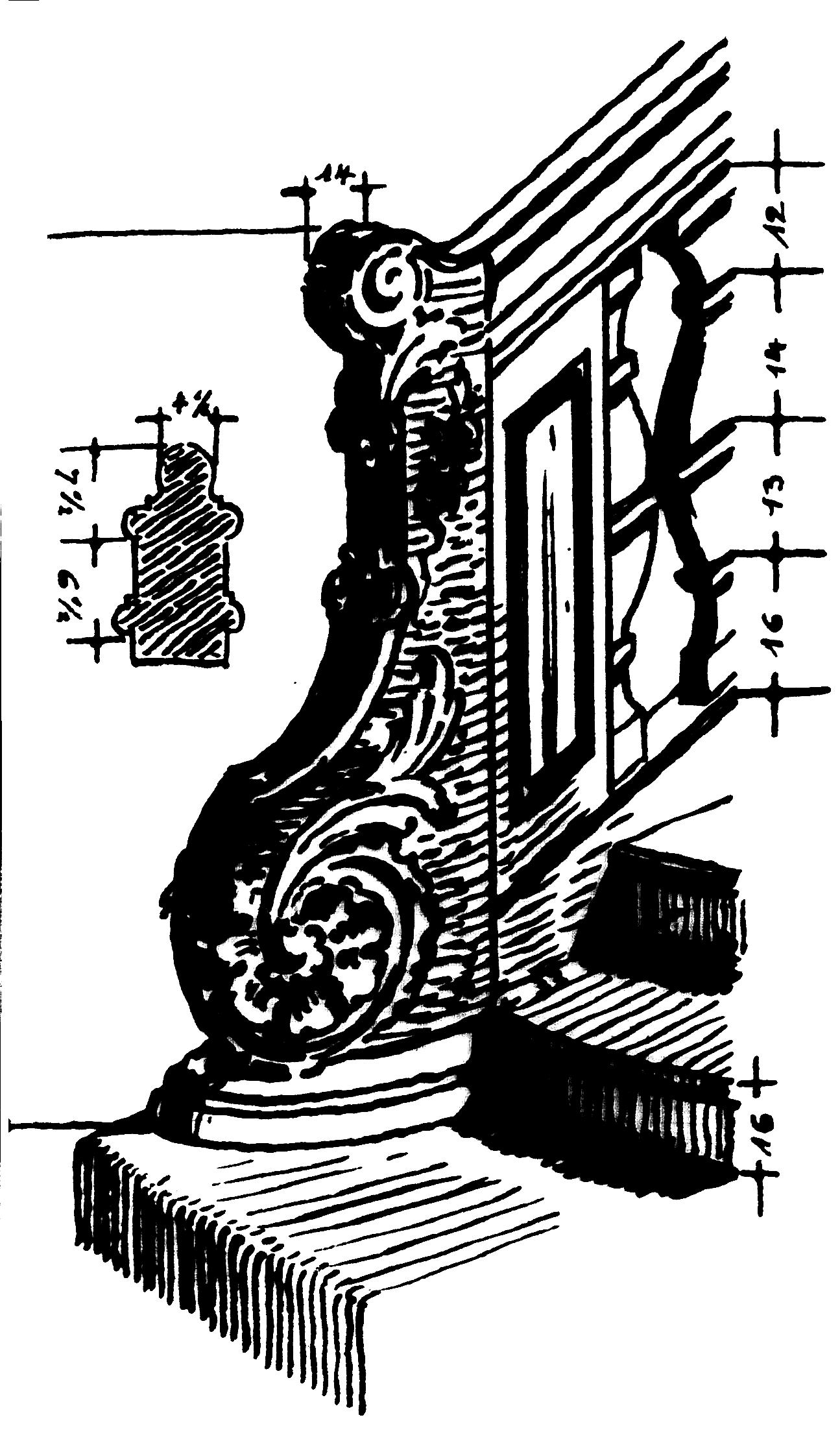
Treppendetail im Seitenflügel, Zeichnung Paul Sültenfuß
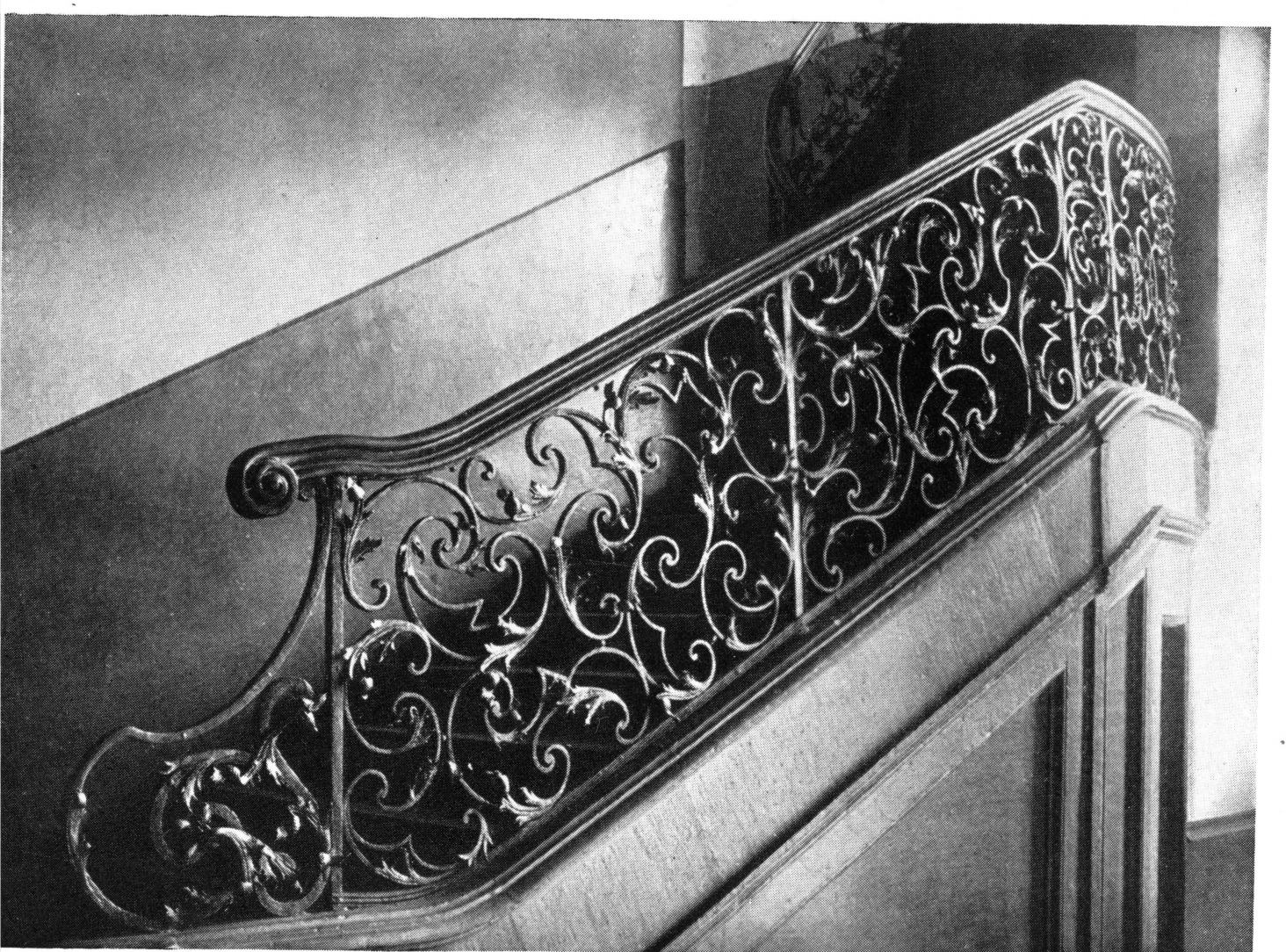
Untere Treppe, Photographie Josef Kleesattel
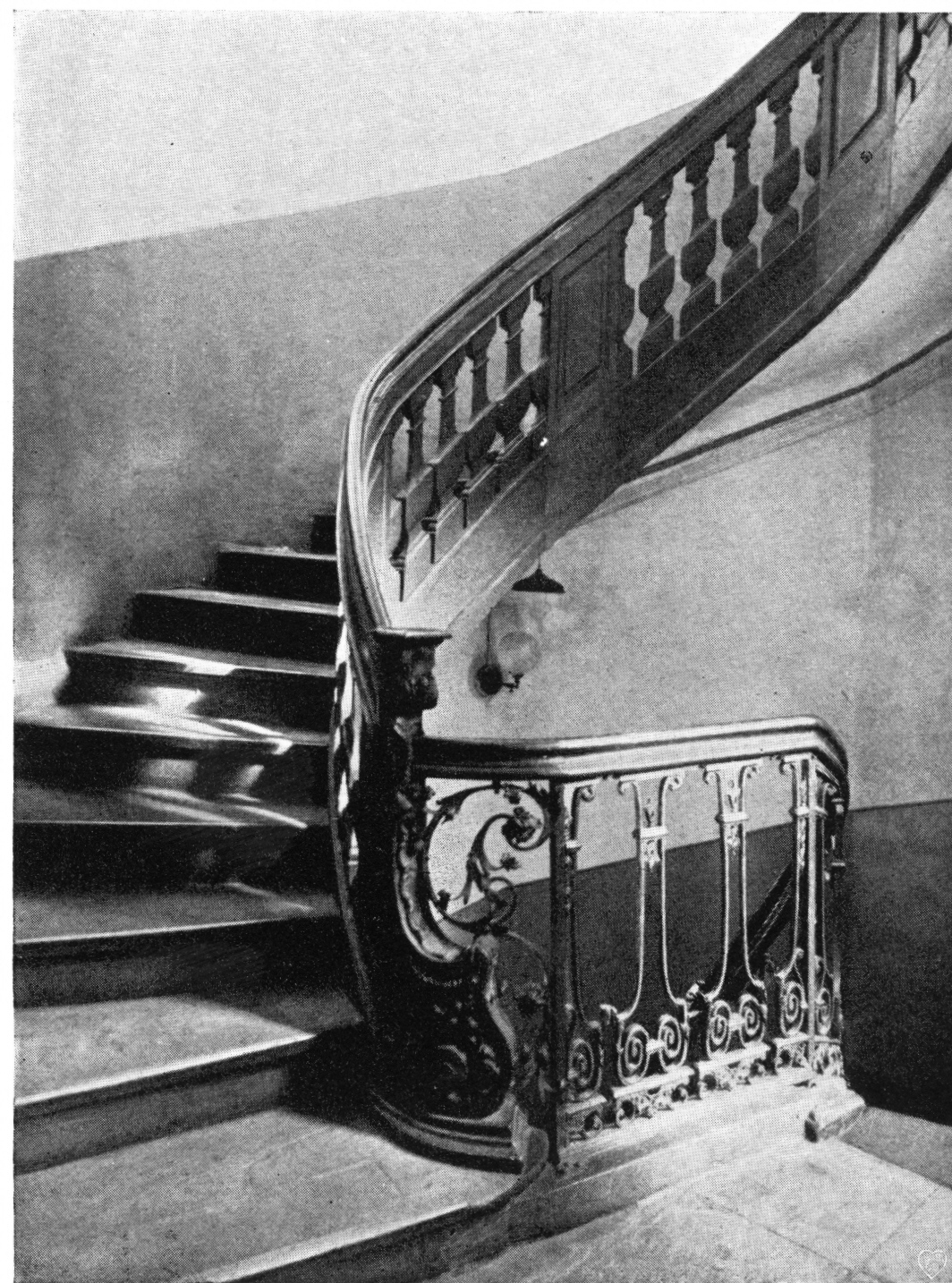
Obere Treppe, Photographie Josef Kleesattel
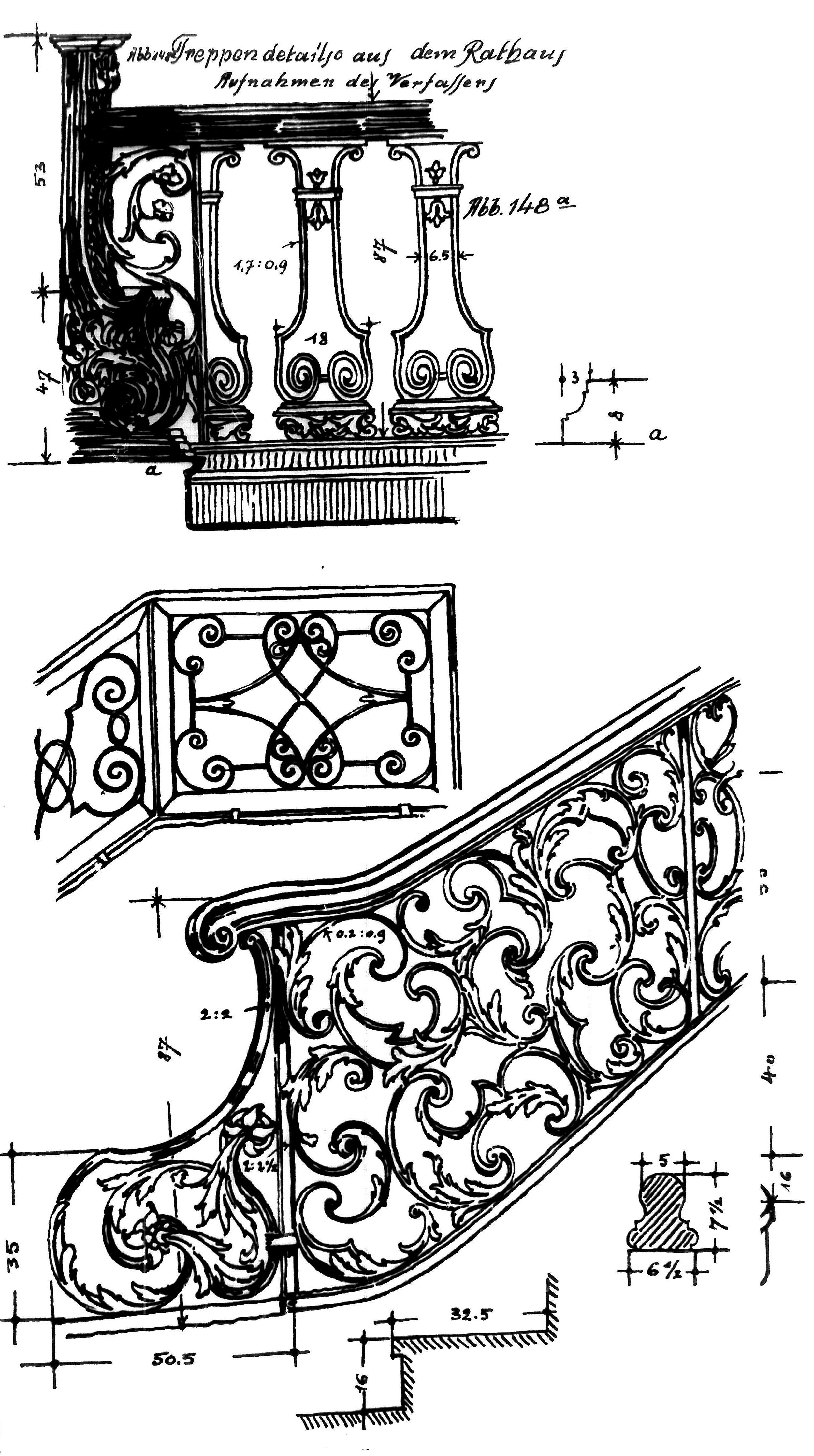
Details der oberen und unteren Treppe von Paul Sültenfuß